# Charlotte Silvera
Pour les articles homonymes, voir Silvera.
Charlotte Silvera est une réalisatrice et scénariste française

## Biographie
Charlotte Silvera réalise des documentaires de 1974 à 1983 avant de tourner en 1984 Louise... l'insoumise, un premier long métrage de fiction qui bénéficie d'un accueil critique favorable et qui est primé dans plusieurs festivals. 
Puis elle s’attaque à la question de la détention des femmes de droit commun dans Prisonnières, restituant l’univers étouffant de la Centrale de Rennes. C'est, aux dires de Bernadette Lafont, « le premier film choral ».
Charlotte Silvera réalise ensuite C'est la tangente que je préfère, film traitant des problèmes financiers d'une adolescente de quinze ans, surdouée en maths, dont le caractère est déjà bien affirmé. La musique, signée Bernard Lubat, est nommée aux 14e Victoires de la musique.
Dans Les filles, personne s'en méfie, Charlotte Silvera crée une dérive dans Paris, comme le décrit Étienne Roda-Gil dans la chanson du film[pas clair]. Clin d’œil aux situationnistes et ode au cinéma, interprétée par deux fillettes à la recherche d’une équipe de tournage, l’aventure se fait à pied, à trottinette, en taxi, en péniche, jusqu’à leur rencontre avec Jean-Claude Brialy, projectionniste aux Studios Éclair, qui leur donne une leçon de cinéma à la gloire des acteurs.
En 2011, Charlotte Silvera signe le huis clos oppressant Escalade ; en effet, ce sont des adolescents sans morale ni scrupules qui kidnappent leur proviseur.
Grâce à sa relation avec l'auteur de chansons Étienne Roda-Gil, notamment connu pour avoir écrit Joe le taxi, Alexandrie Alexandra ou encore Le Lac Majeur, Charlotte Silvera réalise On l'appelait Roda, film pour le cinéma dans l'objectif de laisser une trace pérenne du parolier.
Durant sa carrière, Charlotte Silvera fait tourner des acteurs tels que Marie-Christine Barrault, Bernadette Lafont, Annie Girardot, Line Renaud, Jean-Claude Brialy ou Jean-Pierre Cassel.

## Filmographie

### Cinéma

#### Courts métrages
- 1982 : BP 96
- 1985 : De Louise... à elles
- 1994 : Le Clown
- 2009 : Les Affranchis (clip[Qui ?])
- 2012 : Aux frais des quatre saisons

#### Longs métrages
- 1985 : Louise... l'insoumise
- 1988 : Prisonnières
- 1998 : C'est la tangente que je préfère
- 2003 : Les filles, personne s'en méfie
- 2011 : Escalade

### Télévision

#### Téléfilms
- 1993 : Tout va bien dans le service
- 1995 : L'Embellie

### Documentaires
- 2014 : Étienne Roda-Gil, un homme de paroles, documentaire de 52 minutes pour la télévision
- 2018 : On l'appelait Roda (long métrage documentaire)
- 2022 : Lettre à l'enfant que tu nous as donné (long métrage documentaire)

## Distinctions
- Prix Georges-Sadoul 1984 pour Louise... l'insoumise
- Festival de Moscou 1985  : Prix d'interprétation pour Louise... l'insoumise
- Prix Georges de Beauregard - Découvertes 88 pour Prisonnières
- Festival de Genève 1997 : Prix du meilleur espoir européen féminin pour C'est la tangente que je préfère